# Israel d'Axoum
Israel d'Axoum est un roi d'Aksoum, qui règne vers 590.

## Monnayage
Deux types de pièces sont datés du règne d'Israël, l'une en or, l'autre en cuivre.
L'émission en or porte à l'avers et au revers un profil de roi tenant de part et d'autre un tiges d'orge ; une inscription en grec court le long du bord des deux faces, avec une croix grecque au sommet. 